# Солнцецвет арктический
Солнцецве́т аркти́ческий (лат. Helianthemum arcticum) — многолетний полукустарник, вид рода Солнцецвет (Helianthemum) семейства Ладанниковые (Cistaceae). По современной классификации название является устаревшим синонимом вида Солнцецвет монетолистный (Helianthemum nummularium).

## Распространение и экология
Солнцецвет арктический — эндемик Мурманской области России. Единственное место произрастания этого растения — узкая прерывистая полоса длиной около 4 километров южного и западного побережья Турьего полуострова. Единственный представитель рода, растущий столь далеко на севере.
Типичными местами произрастания солнцецвета арктического являются полузадернованные галечники, нижние уровни скал и кустарниково-разнотравные прибрежные луговины. Чистых зарослей не образует, встречаясь всегда в сообществах других растений кустарничкового и травянистого типа. Размножается семенами. Период цветения приходится на первые дни июля и происходит ежегодно, период плодоношения — на август.

## История открытия
Впервые места произрастания солнцецвета арктического были найдены в 1860-е годы ботаником Н. Я. Фельманом. Однако, Фельман посчитал его представителем другого, распространённого несколько южнее вида. Как отдельный вид солнцецвет арктический был признан лишь в 1909 году. В начале XXI века это растение как отдельный вид признаётся не всеми.

## Биологическое описание
Многолетнее раскидистое полукустарниковое растение высотой 10—40 сантиметров. От одного корня может отходить до 40 стеблей зелёного или буроватого цвета.
Цветки ярко-жёлтого цвета диаметром от 2 до 2,5 сантиметров с пятью лепестками. В соцветии может быть 3—6 цветков.

## Охранный статус
Солнцецвет арктический включён в Красную книгу России (категория 3 — редкие виды (редкие или узколокальные)), Мурманской области (категория 2 — уязвимые виды (редкие с сокращающейся численностью)) и Восточной Фенноскандии. Места его произрастания включены в состав Кандалакшского заповедника. Включён в перечень нуждающихся в охране видов растений Мурманской области.
За пределами основного ареала солнцецвет арктический культивируется в ботанических садах Москвы (Ботанический сад им. Н. В. Цицина) и Риги. Кроме того, выращивается в Полярно-альпийском саду в Кировске, однако в искусственных условиях не плодоносит.